# Microtus clarkei

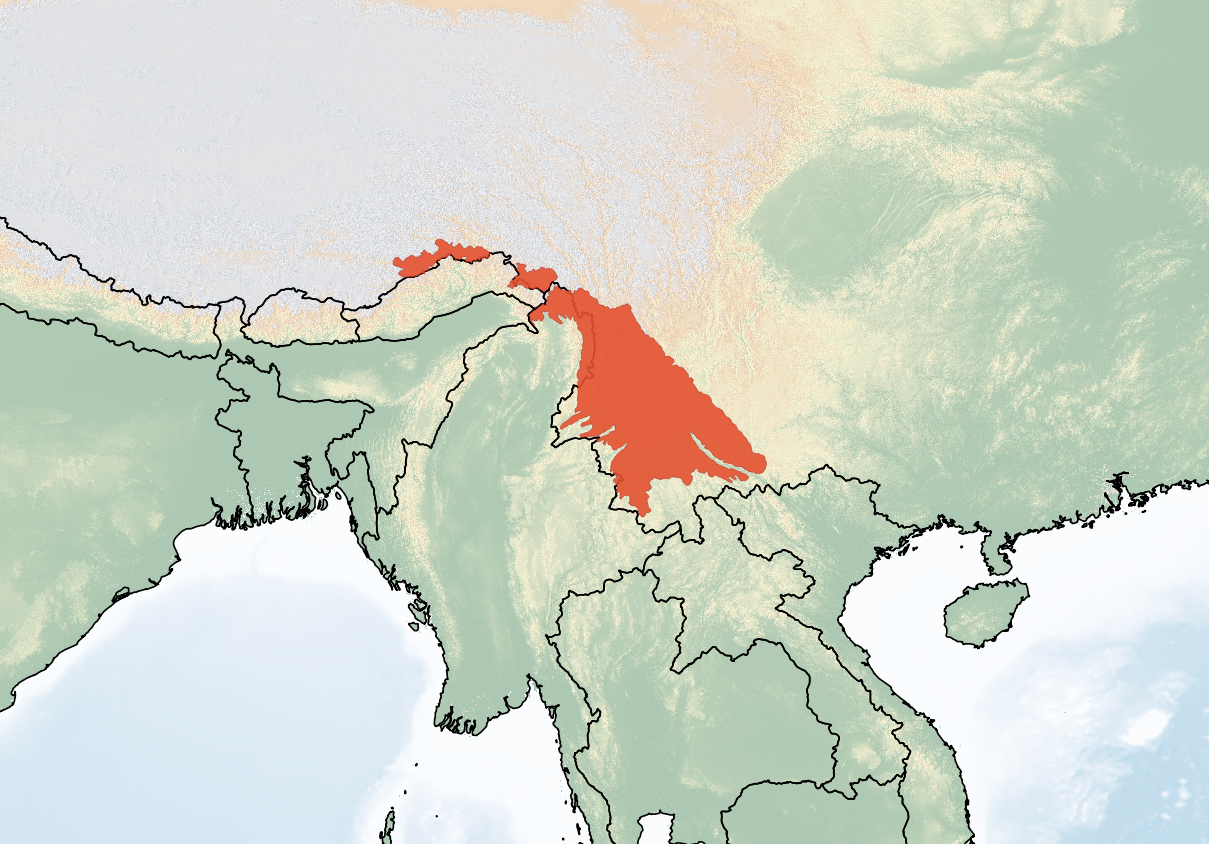
Utbredningsområde

Microtus clarkei är en däggdjursart som först beskrevs av Hinton 1923.  Microtus clarkei ingår i släktet Microtus och familjen hamsterartade gnagare. Inga underarter finns listade.
Denna sork förekommer i södra Kina i Tibet och Yunnan samt i angränsande delar av Myanmar. Den vistas i bergstrakter som är 3400 till 4400 meter höga. Habitatet utgörs av barrskogar och bergsängar. Arten uppsöker även jordbruksmark nära skogar.
Arten blir 11,4 till 13,4 cm lång (huvud och bål) och har en 6,2 till 6,7 cm lång svans. Bakfötterna är 1,9 till 2,1 cm långa och öronen är 1,2 till 1,5 cm stora. Ovansidan är täckt av rödbrun päls och på undersidan förekommer mörkbrun päls med en silver skugga. Svansen har en brun ovansida och en ljusgrå undersida. Kännetecknande är endast fem trampdynor på bakfotens sula. Dessutom finns skillnader mot andra släktmedlemmar i kindtändernas konstruktion.